# Thamisanqa Molepo

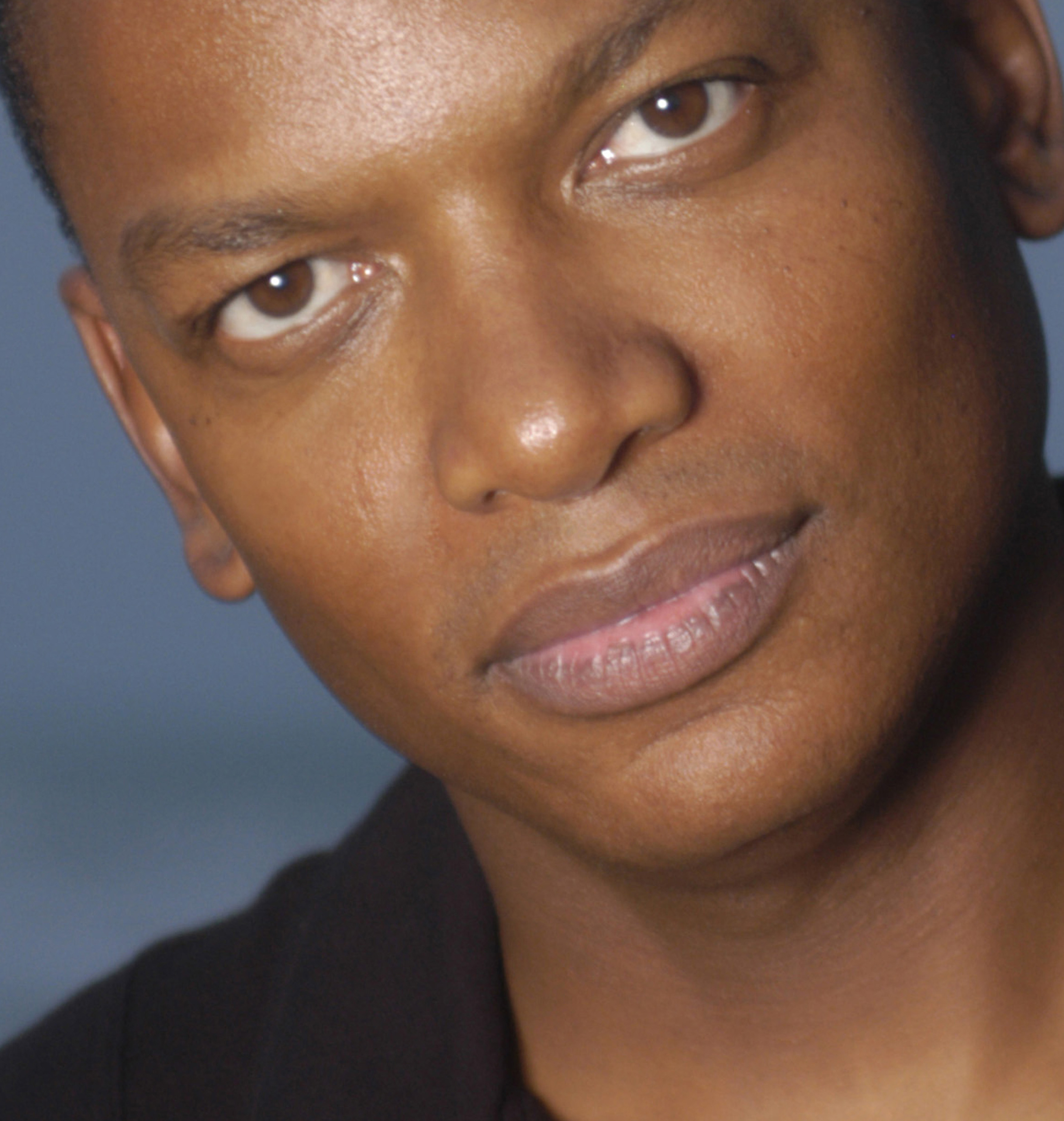
Thamisanqa Molepo

Thamisanqa Molepo, conosciuto anche come Thami Dee (Hannover, 21 gennaio 1970), è un attore tedesco di origine sudafricana.

## Biografia
Studia recitazione presso il Laboratorio Cinema, dal 1990 al 1992, sotto la guida di Vanna Polverosi. Poi dal 2009 al 2012 presso il laboratorio teatrale "Teatro del Torrino", diretto da Luca Pizzurro.
Esordisce per la prima volta in televisione nel 1991 nella miniserie Classe di ferro 2, di Bruno Corbucci e nel 1992 in Quelli della speciale. È noto per aver interpretato nel 2007 il ruolo di Said nel film Cemento armato, insieme a Giorgio Faletti.

## Filmografia

### Cinema
- Vietato ai minori, regia di Maurizio Ponzi (1992)
- L'orso di peluche (L'ours en peluche), regia di Jacques Deray (1994)
- Cemento armato, regia di Marco Martani (2007)
- Tutto tutto niente niente, regia di Giulio Manfredonia (2012)
- Meredith - The Face of an Angel, regia di Michael Winterbottom (2014)

### Televisione
- Classe di ferro – serie TV (1991)
- Bianco e Nero, regia di Fabrizio Laurenti – film TV (1990)
- Quelli della speciale – serie TV, 5 episodi (1992)
- Die Fremde, regia di Diethard Klante – film TV (1994)
- Nati ieri – serie TV (2007)
- Ho sposato uno sbirro – serie TV (2008)
- Tutta la verità - miniserie televisiva, regia di Cinzia TH Torrini – miniserie TV (2009)
- Cugino & cugino – serie TV (2010)
- Anita Garibaldi, regia di Claudio Bonivento – miniserie TV (2012)
- Noi – serie TV, episodio 1x07 (2022)

### Cortometraggi
- Marta Singapore, regia di Barbara Melega (1995)
- Lettere, regia di Armando Cattarinich (1996)

## Teatro
- La valigia di carne, regia di Giulio Base (1993)
- La toria di ognuno di noi, regia di Luca Pizzurro (2012)

## Riconoscimenti
- Oscar dei Giovani (2010)